# アレーナ・キェルツェ
アレーナ・キェルツェ（Arena Kielce）は、ポーランド・キェルツェにあるサッカー専用スタジアム。コロナ・キェルツェがホームスタジアムとして使用しており、命名権の導入によりスズキ・アレーナ（Suzuki Arena）呼ばれる。

## 歴史
2004年11月22日、新スタジアム建設にあたり、それまであった旧スタジアムを取り壊して建設工事はスタートした。新スタジアムのこけら落としは2006年4月1日、エクストラクラサのコロナ・キェルツェ対ザグウェンビェ・ルビンのリーグ戦であり、1-1の引き分けに終わった。また、2012年4月24日にはポーランド・カップの決勝が開催され、レギア・ワルシャワが15回目の優勝を果たした。
2017年6月、UEFA U-21欧州選手権2017を行う6つのスタジアムのうちの一つに選ばれ、合計3試合が開催された。

## 開催された主な試合

### 国際Aマッチ
| 日付          | ホームチーム | 結果 | アウェーチーム | ラウンド                      |
| ------------- | ------------ | ---- | -------------- | ----------------------------- |
| 2007年3月28日 | ポーランド   | 1-0  | アルメニア     | UEFA EURO 2008予選            |
| 2009年4月1日  | ポーランド   | 10-0 | サンマリノ     | 2010 FIFAワールドカップ・予選 |
| 2010年5月29日 | ポーランド   | 0-0  | フィンランド   | 親善試合                      |

## ギャラリー

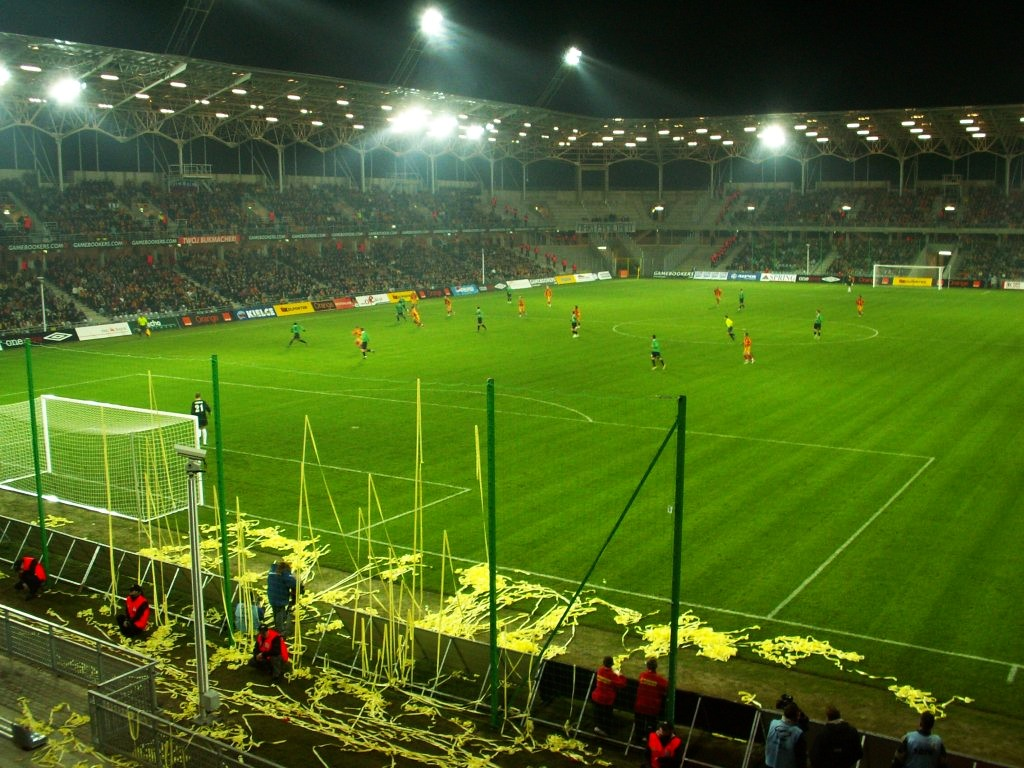
2006年のスタジアム
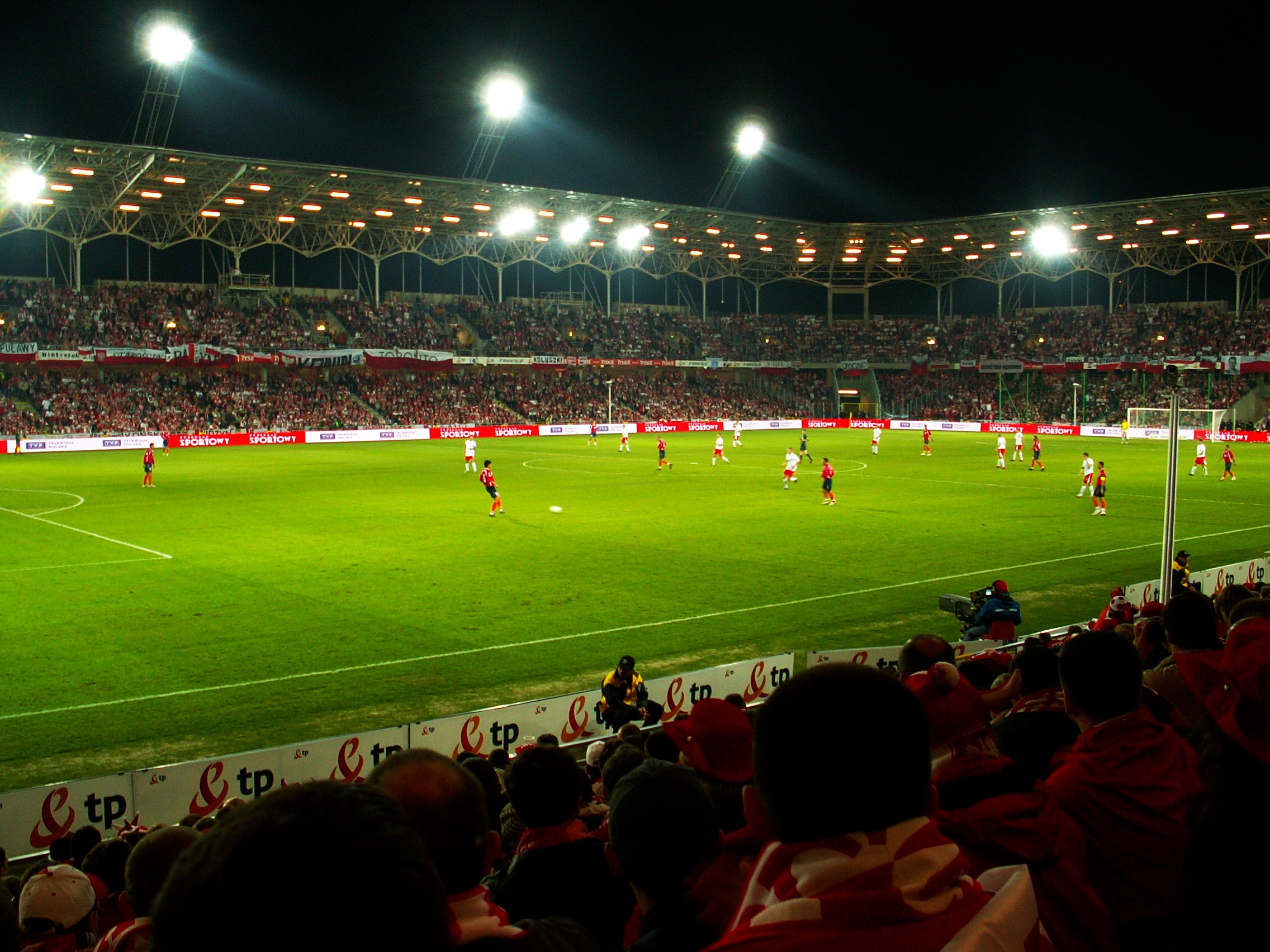
2007年のスタジアム